# Kloakkernes rotter
Kloakkernes rotter er en dansk kortfilm fra 1984 med instruktion og manuskript af Henrik Saall.

## Handling
Et gangsterdrama om to rivaliserende bander.